# ذهبیه

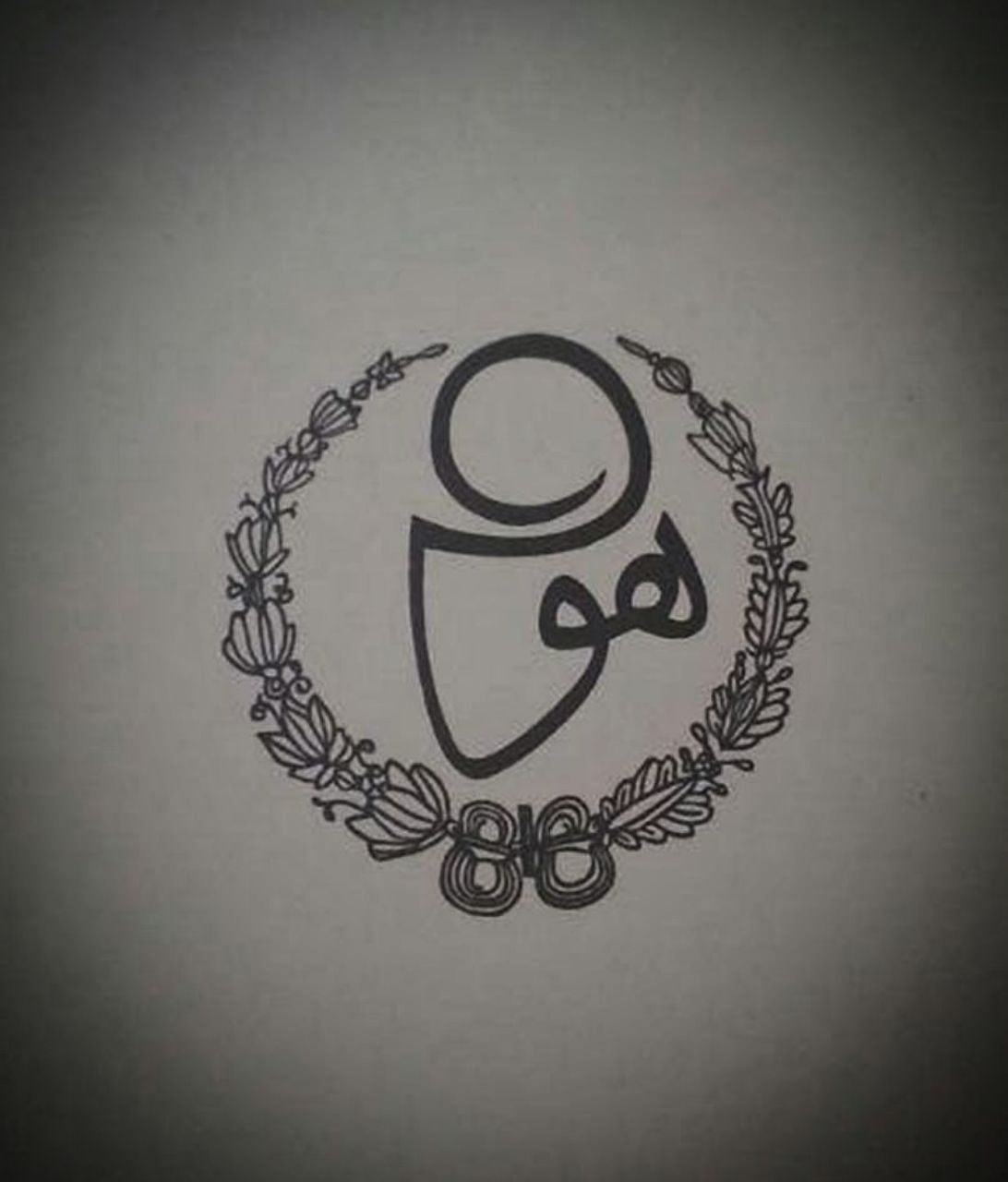
هو (نشان سلسله ذهبیه)

سلسله ذهبیه یکی از سلسله‌های تصوف اسلامی است که در ایران و سایر کشورها پیروانی دارد؛ ذهبیه به عنوان یکی از سلسله‌های تصوف شیعی شناخته می‌شود. قدمت سلسله دراویش ذهبیه را به قرن سوم قمری و به ابومحفوظ معروف بن فیروز کوهی نسبت می‌دهند. برخی نیز بر این باورند که پیدایش این سلسله به قرن نهم قمری در ایران برمی‌گردد که ابتدا در خراسان و سپس در شیراز در اوایل دوره صفوی رواج یافته‌است. از اقطاب آن می‌توان جنید بغدادی و سری سقطی و احمد غزالی و نجم الدین کبری را نام برد. در فارس، خراسان، آذربایجان، خوزستان و برخی بلاد دیگر، پیروان این سلسله پراکنده‌اند.

## پیشینه
سلسله ذهبیه یکی از فرقه‌های صوفی شیعی قرن نهم قمری، متشکل از پیروان سید عبدالله بُرزِش آبادی مشهدی است. در ایران پس از تشکیل دولت صفویه این فرقه گسترش یافت و سپس فرقه‌های زیادی از آن منشعب شدند. به همین دلیل به آن «اُم السلاسل» (مادر سلسله‌ها) نیز می‌گویند. برخی معتقدند ریشه سلسله ذهبیه از صوفیان «کبرویه همدانی» است. به بیان دیگر، سلسله ذهبیه زنجیره‌ای از اقطاب منشعب از طریقت کبرویه است. برخی سلسله ذهبیه را پیش از بُرزِش آبادی سنی دانسته‌اند، پس از وی آن را به عنوان شیعی معرفی می‌کنند.

## بنیان‌گذار
دربارهٔ بنیان‌گذار سلسله ذهبیه چهار دیدگاه وجود دارد:
1. بنیان‌گذار این سلسله ابو عبدالله احمدبن عمر بن محمد خیوَقی خوارزمی است.[۸] وی در سال ۶۱۸ قمری (۱۲۲۱ میلادی) درگذشته است. کنیه او «ابوالجناب» بود.[۹][۱۰] او به احمد نجم‌الدین کبری معروف بود و به عنوان دوازدهمین قطب سلسله ذهبیه شناخته می‌شود. القاب دیگر او عبارتند از: شیخ ولی تراش، کبری و طامه الکبری؛ به همین دلیل سلسله ذهبیه بعدها به ذهبیه کبرویه معروف شد.[۱۱] در مورد لقب او به «طامه الکبری» (بلای بزرگ، روز قیامت) آمده‌است: در دوران تحصیل، اگر با عالِمی بحث می‌کرد، حتماً چیره می‌شد. بعدها به دلیل استعمال زیاد آن «طامه» انداختند و او را «کبری» نامیدند.[۱۲] جامی دربارهٔ لقب «ولی تراش» وی می‌نویسد: به سبب آنکه در غلبات وجد، نظر مبارکش بر هر که افتادی به مرتبه ولایت رسیدی.[۱۳] در مورد پیروان او نوشته شده‌است که او مریدان زیادی داشت که برخی از آنها از صوفیان معروف بودند؛ مانند مجدالدین بغدادی (درگذشته ۶۰۷ قمری)[۱۴]، سعدالدین حموی (درگذشته ۶۴۹ قمری)[۱۵]، بابا کمال جُندی[۱۶]، شیخ رضی‌الدین علی لالا (درگذشته ۶۴۲ قمری)[۱۷] و….[۱۸][۱۹] قاضی نورالله شوشتری در کتاب مجالس‌المؤمنین تعداد پیروان نجم‌الدین کبری را دوازده نفر ذکر می‌کند و می‌نویسد: چون پیران حقیقی او منحصر در دوازده امام بودند، لاجرم در جانب مریدان نیز رعایت عدد پیران نمود و چنانچه در تاریخ گزیده مسطور است، در مدت عمر از دوازده مرید بیش قبول نکرد، اما هر یک از آن‌ها از اکابر اولیا بودند.[۲۰] نجم‌الدین کبری داماد روزبهان بقلی فسایی بود و دو پسر داشت.[۲۱]
2. بنیان‌گذار سلسله ذهبیه خواجه اسحاق خُتَّلانی است که در سال ۸۲۶ قمری (۱۴۲۳ میلادی) درگذشته است[۲۲]. او در حدود سال ۷۴۰ قمری (۱۳۳۹ میلادی) به دنیا آمد و به مدت ۴۰ سال منصب ارشاد و دستگیری را بر عهده داشت. وی از شاگردان و داماد میر سید علی همدانی بود و نام دوازده تن از شاگردان وی ذکر شده که یکی از آنان عبدالله بُرزِش آبادی است.[۲۳] در مورد علت مرگ وی آمده‌است که در جریان خروج سید محمد نوربخش خراسانی، خواجه اسحاق خُتَّلانی به عنوان محرک اصلی علیه امپراتوری تیموری دستگیر و به دستور شاهرخ کشته شده‌است.[۲۴]
3. دیدگاهی که به واقعیت نزدیکتر است این است که سید عبدالله بُرزِش آبادی بنیان‌گذار این سلسله بوده‌است. سید عبدالله بن عبدالحی علی الحسین ملقب به «مجذوب» اهل روستای برزش‌آباد از توابع شهرستان مشهد در استان خراسان رضوی بوده‌است. تولد او در حدود سال‌های ۷۷۰ تا ۷۸۰ قمری (۱۳۶۸ تا ۱۳۷۸ میلادی) اتفاق افتاده‌است. وی داماد استادش خواجه اسحاق خُتَّلانی بوده‌است. قبل از خُتَّلانی از قاسم انوار (متوفی ۸۳۷ قمری) آداب و رسوم معرفت را فراگرفته بود، اما زیر نظر خُتَّلانی به مراتب کمال و تعالی رسید. از این رو، سند خرقه او به دو صورت ذکر شده‌است: یکی از طریق قاسم انوار که با دو واسطه به شیخ صفی‌الدین اردبیلی (متوفی ۷۳۵ قمری) می‌رسد و دیگری به واسطه خواجه اسحاق خُتَّلانی.[۲۵][۲۶] پس از مرگ خُتَّلانی، بُرزِش آبادی نزدیک به سی سال سالکان را راهنمایی و یاری کرد و سرانجام در اوایل نیمه دوم قرن نهم قمری (۸۵۰ قمری به بعد) از دنیا رفت. او رساله‌های بسیاری را تألیف کرده‌است که از جمله آنها می‌توان به «رساله کمالیه» (دربارهٔ آداب عرفان و طی طریق)[۲۷] اشاره کرد. غزلیاتی شیوا نیز دارد که جامع اصطلاحات عروضی و محتوای عرفانی و معنوی است.[۲۸]

4. بر اساس برخی از تواریخ، خواجه اسحاق خُتَّلانی (که در آن زمان قطب کبرویه بوده)، رؤیایی در مورد خصوصیات خارق‌العاده یکی از شاگردان جوان خود به نام سید محمد نوربخش خراسانی می‌بیند و نه تنها او را جانشین خود می‌کند (خرقه استادش میر سید علی همدانی را به سید محمد نوربخش خراسانی واگذار می‌کند) بلکه او را مهدی (منجی عالم) معرفی می‌کند. خُتَّلانی پیروان خود را نیز به سید محمد نوربخش خراسانی می‌سپارد، اما یکی از آنان به نام سید عبدالله بُرزِش آبادی حاضر به اطاعت از او نمی‌شود و آن منطقه را ترک می‌کند. در آن هنگام خُتَّلانی می‌گوید: «ذهب عبدالله» یعنی «عبدالله رفته‌است». از این رو، راهی که بُرزِش‌آبادی در پیش گرفت به «ذهبیه» به عنوان یکی از شاخه‌های فرقه کبرویه معروف شد.

## قُطب
صوفیان معتقدند که سالک باید از کسی پیروی کند تا او را راهنمایی کند و به اصطلاح صوفی باید مرشد انتخاب کند. این راهنما با نام‌های مختلفی مانند «پیر»، «ولی»، «شیخ» و «قطب» (انسان جهانی، مرکز، محور) خوانده می‌شود. در تعریف «قطب» آمده‌است: «قطب یک تن است که او محل نظر خدای تعالی است؛ نظری خاص از جمیع عالم در هر زمان و آن قطب مثل دل محمد مصطفی است -علیه الصلوة والسلام- و به قطب، «عبدالاله» گویند».
اسدالله خاوری در معرفی قطب از دیدگاه ذهبیه می‌نویسد: «مقصود ذهبیه از قطب، مردان کامل و اولیای جزئی هستند که از طریق سلوک و جذبه الهی مدارج و کمالات را طی نموده و بعد از مرحله فنا، بقای بالله یافته به درک فیض ولیّ علی‌الاطلاق و امام زمان -که قطب‌الاقطاب زمان است- نایل آمده باشند».

### سلسله اقطاب ذهبیه
در ضمائم کتاب تحفه عباسی اسامی قطب‌های سلسله ذهبیه به ترتیب ذیل آمده‌است:

### قطب ناطق - صامت
در سلسله ذهبیه، قطب وقت -که پیشوای فعلی ذهبیه است- «قطب ناطق» و جانشین او تا زمان زنده بودن قطب ناطق، «قطب صامت» نامیده می‌شود. این اصطلاحات از جمله اصطلاحات خاص فرقه اسماعیلیه است که برخی در تصوف به کار می‌برند.

## نام‌های دیگر
نام ذهبیه قطعاً مشهورترین نام این فرقه است و وجوه مختلفی برای نامگذاری آن ذکر شده‌است. اما سلسله ذهبیه به نام‌های دیگری نیز معروف است، از جمله الهیه، محمدیه، علویه، رضویه، مهدیه، معروفیه، کبرویه و احمدیه. البته برای گذاشتن هر یک از این نام‌ها دلیلی مطرح شده‌است. به عنوان مثال، نام جدید احمدیه که برگرفته از نام میرزا احمد عبدالحی مرتضوی (خوشنویس، معروف به وحید الاولیا، سی و هفتمین قطب ذهبیه) است، اخیراً توسط ارادتمندان وی به نام‌های سابق سلسله ذهبیه اضافه شده‌است.
محمد علی مؤذن خراسانی (بیست و نهمین قطب ذهبیه) «ام السلاسل» (مادر سلسله‌ها) را یکی از نام‌های سلسله ذهبیه ذکر می‌کند و می‌نویسد: «در ایران پس از تشکیل سلسله صفویه و ترویج مذهب تشیع، تنها سلسله ذهبیه که خاص شیعیان بود بسط و گسترش یافت؛ و به همین جهت آن را «اُمّ السلاسل» نیز می‌گویند؛ زیرا که در طول چند قرن اخیر، شعبه‌های فراوانی پیدا کرده‌است».
پیروان سلسله ذهبیه گاهی صفت «حَقّه» را به نام آن اضافه می‌کنند، این گونه «سلسله ذهبیه حَقّه». آنها بدین ترتیب نشان می‌دهند که جزء صوفیه ردّیه (بخشی از تصوف که به انحراف و بدعت محکوم است) نیستند.

### دلیل نام‌گذاری
در مورد علت نامگذاری این سلسله به «ذهبیه» گفته شده‌است که قطب‌های این سلسله، علم کیمیای معنا دانند؛ به همین دلیل سالک تحت مراقبت آنها از نظر روحی تهذیب می‌شود و به خالصی طلای ناب می‌شود (ذهب در عربی طلا هم‌معنی می‌دهد). لذا تا سالک به این درجه از خلوص نرسد، به او اجازه هدایت کسی داده نمی‌شود. دلیل دیگری که ذکر شده این است که در این فرقه اهل سنت نبوده و بزرگان و اولیای آنها همگی شیعه اثنی عشری بوده‌اند. دلیل دیگر این است که حدیث سلسله‌الذهب را سند اعتبار این فرقه ذکر می‌کنند.
شمس‌الدین محمد بن یحیی بن علی لاهیجی نوربخشی مؤلف مفاتیح الاعجاز فی شرح گلشن راز در آنجا می‌نویسد:

چون سخن به مرکز دایره وجود که کامل و هادی زمانه است و سلسله او منجر شد، ذکر سلسله الذهب نمودن که «چون زر سرخ از همه غشها پاک است» و این فقیر حقیر به محض هدایت الهی دست اعتصام در او زده، به اعلا مراتب کمال که لایق استعداد خود بود رسیده‌است مناسب نمود تا تذکره اولیا باشد (و سپس سلسله خویش را تا معروف کرخی ذکر می‌کند).

فریدالدین عطار نیشابوری هم در کتاب مظهرالعجایب در ذکر شیخ و استاد خود می‌نویسد:

داشت آن یک سلسله کان را ذهب خاص اهل البیت گویند ای عجب

## بررسی شُبَهات
- تاکنون در مورد اعتبار سلسله ذهبیه ادعاهای زیادی مطرح و تحقیقات زیادی صورت گرفته‌است که در اینجا به برخی از آنها اشاره می‌شود:[۸۰][۸۱][۸۲][۸۳]
  - انتساب سلسله ذهبیه به چهارده معصوم: پیروان سلسله ذهبیه معتقدند که منشأ این سلسله از طریق معروف کرخی به علی بن موسی الرضا (امام هشتم شیعیان) می‌رسد. نسب رضا هم از طریق اجدادش به محمد پیامبر اسلام منتهی می‌شود.[۸۴][۸۵]
    - معروف کرخی اهل کرخ بغداد و از عرفای معروف بود. وی بین سال‌های ۱۳۲ تا ۱۴۲ قمری (۷۵۰ تا ۷۶۰ میلادی) به دنیا آمده و به گفته بسیاری از محققین در سال ۲۰۰ قمری (۸۱۵ میلادی) درگذشته است.[۸۶][۸۷][۸۸][۸۹] در جای دیگر دربارهٔ او آمده‌است: «علوّ مرتبه وی به حدی بود که از وی چهارده سلسله طریقت منشعب شده که به سلاسل معروفیه مشهورند».[۹۰] اختلافی که در مورد معروف کرخی وجود دارد ارتباط و ملاقات او با علی بن موسی الرضا و اسلام آوردن وی است. برخی معتقدند که وی با رضا ملاقات کرده و به واسطهٔ او اسلام آورده‌است؛ ابوعبدالرحمن محمد سلمی در کتاب طبقات الصوفیه مدعی شده که معروف کرخی از طریق علی بن موسی الرضا به اسلام گرویده‌است.[۹۱][۸۵] هجویری می‌نویسد: «معروف به دست امام رضا علیه‌السلام اسلام آورده و در نزد آن حضرت بسیار عزیز و گرامی بوده‌است».[۹۲] ابن خلکان در کتاب وفیات الأعیان، علاوه بر ذکر مسلمان شدن معروف کرخی توسط علی بن موسی الرضا، او را از موالیان رضا دانسته‌است.[۹۳] بنابر برخی منابع، پس از مسلمان شدن معروف کرخی و بازگشت نزد پدر و مادرش که مسیحی بودند، آنان نیز به اسلام گرویده‌اند.[۹۴] در جای دیگر معروف کرخی را دربان خاص علی بن موسی الرضا معرفی کرده‌اند.[۹۵] دربارهٔ علت مرگ معروف کرخی گفته شده که او پس از اسلام آوردن، دربان علی بن موسی الرضا بود. در یکی از روزها بر اثر ازدحام جمعیت بر در خانه رضا، پهلوی معروف شکست و بر اثر آن درگذشت».[۹۱] عطار نیشابوری در کتاب تذکرةالاولیاء می‌نویسد که «معروف پس از آن شکستگی بیمار شده و سپس درگذشته است».[۹۶] و در برخی منابع آمده‌است که پس از آن شکستگی تا پایان عمرش علیل بوده‌است.[۹۷]
    - بر خلاف این نظرات، برخی دیگر معتقدند که میان معروف کرخی و علی بن موسی الرضا ارتباطی وجود ندارد. در این زمینه شواهد و قرائنی ذکر شده‌است؛ از جمله: ماجرای اسلام آوردن کرخی و دربانی او را ابوعبدالرحمن محمد سلمی برای اولین بار بدون ارائه سند نقل کرده‌است و دیگرانی که بعد از او این داستان را ذکر کرده‌اند، این حکایت را به صورت مرسل نقل کرده‌اند.[۹۸] در هیچ‌یک از کتابهای رجالی که به شرح حال هر یک از اصحاب و موالیان امامان شیعه پرداخته‌است، نامی از معروف کرخی نیامده است. سید ابوالفضل برقعی می‌نویسد: «در کتب رجال شیعه نامی از او نیست و حال او مجهول است و حتی یک حدیث از ایشان -نه در اصول دین و نه در فروع دین- از ائمه از طریق معروف نقل نشده‌است و برخی از احادیثی که به وی نسبت می‌دهند بدون سند و مدرک است».[۹۹] محمدباقر مجلسی در این باره می‌نویسد: «معروف کرخی معلوم نیست خدمت امام رضا علیه‌السلام رسیده باشند و اینکه می‌گویند دربان حضرت بوده البته غلط می‌باشد؛ زیرا جمیع خدمت‌کاران و ملازمان آن حضرت از سنی و شیعه در کتاب‌های رجال ما ضبط شده و سنّیان متعصبی که خدمت آن حضرت تردد داشته‌اند و روایت حدیث می‌کردند نامشان را ذکر کرده‌اند، اگر این مرد دربان آن حضرت می‌بود، البته نقل می‌کردند».[۱۰۰] نکته دیگر اینکه ازدحام درب منزل علی بن موسی الرضا به حدی که کسی زیر پای جماعت لگدمال شود، با این موضوع که او زیر نظر و آزار و اذیت مأمون بود و دشمنان همیشه مانع از رفت و آمدش با شیعه‌ها می‌شدند، سازگاری ندارد.[۱۰۱] به عقیده همه علمای صوفیه، انتقال منصب قطب و مقام خلافت به قطب بعدی در زمان حیات علی بن موسی الرضا که قطب زمان است، ممکن نیست.[۱۰۲] امام رضا (ع) در سال ۲۰۳ قمری (۸۱۸ میلادی)[۱۰۳] درگذشته است. و ذکر شد که معروف کرخی به قول اکثر در سال ۲۰۰ قمری (۸۱۵ میلادی) از دنیا رفته‌است؛ بنابراین کرخی در زمان حیاتش قطب نبوده؛ زیرا همان‌طور که گفته شد امکان انتساب دو قطب ناطق در یک زمان وجود ندارد. پس با این که او قطب نبوده، چگونه صوفیان او را پیشوای خود می‌دانند و ادعا می‌کنند که او به کسانی مثل سری سقطی خرقه داده‌است، و سلسله خود را به او می‌رسانند؟ ار پس از مرگ علی بن موسی الرضا در قید حیات نبوده که قطب آن زمان باشد.[۱۰۴] در کتب تاریخی آمده‌است که مأمون خلیفه عباسی، رضا را در سال ۲۰۰ قمری به مرو احضار کرد.[۸۶][۱۰۵] حرکت علی بن موسی الرضا به مرو از طریق بصره و اهواز و فارس بود. علت عبور او از این مسیر این بود که چون دو شهر قم و کوفه شیعه‌نشین و معتقد به اهل بیت بودند، عبورش از این دو شهر باعث استقبال فراوان هوادارانش و قیام علیه کارگزاران مأمون می‌شد.[۱۰۶] مرتضی مطهری نیز می‌نویسد: «مسیری که (مأمون) برای حضرت رضا انتخاب کرد، یک مسیر مشخصی بود که حضرت از مراکز شیعه‌نشین عبور نکنند؛ زیرا از خودشان می‌ترسیدند. دستور داد که حضرت را از طریق کوفه نیاورند، از طریق بصره و خوزستان و فارس بیاورند به نیشابور».[۱۰۷] از سوی دیگر، پیش از سال ۲۰۰ قمری (۸۱۵ میلادی) سفری برای رضا به بغداد ذکر نشده و او تا آن سال در مدینه زندگی می‌کرده و معروف کرخی نیز تا پایان عمرش بغداد را ترک نکرد.[۱۰۸][۱۰۹] بنابراین، ممکن نیست که کرخی توسط علی بن موسی الرضا به اسلام مشرف شده باشد؛ زیرا رضا قبل از سال ۲۰۰ قمری (۸۱۵ میلادی) به بغداد سفر نکرده و کرخی نیز برای دیدار او به مدینه سفر نکرده‌است.[۸۰]

  - از آنجا که پیروان سلسله ذهبیه از طریق معروف کرخی اعتبار خود را به علی بن موسی الرضا نسبت می‌دهند، بر این باورند که چون رضا در نیشابور حدیث سلسله‌الذهب را نقل کرده‌است[۱۱۰]، به همین دلیل این سلسله به «ذهبیه» معروف شده‌است.[۱۱۱]
    - اولاً همان‌طور که اشاره شد، انتساب و ارتباط کرخی با رضا جای تأمل دارد. ثانیاً، حدیث سلسله‌الذهب، دلیل بر ولایتی است که علی بن موسی الرضا از پدرش دریافت کرده و به فرزندش محمد تقی سپرده‌است، نه چیزی که گویا به معروف کرخی داده باشد.[۱۱۲] علاوه بر این، بین این حدیث و نامگذاری «ذهبیه» ارتباط معناداری وجود ندارد.[۸۱]

  - ادعای دیگر این است که در سلسله ذهبیه اهل سنت نبوده و همه بزرگان و اولیای آن از مذهب شیعه دوازده‌امامی بوده‌اند و سند اعتبار آنها به امام معصوم می‌رسد، برخلاف دیگر سلسله‌ها که مغشوش و مختلط هستند. به همین دلیل به «ذهبیه» معروف شده‌اند؛ زیرا مانند طلای ناب از اختلاف و دشمنی با آل محمد مبری هستند.[۱۱۳]
    - این گفته با واقعیت مطابقت ندارد، زیرا اکثر قطب‌های این سلسله سنی بوده‌اند؛ به ویژه در مورد مذهب برخی از آنان (مانند جنید بغدادی، احمد غزالی، ابوالقاسم گورکانی، ابوبکر نساج طوسی و ابوالنجیب سهروردی) اثنی عشری نبودن آنها ثابت شده‌است.[۱۱۴]

  - سالکان پیرو این سلسله به واسطه قطب‌هایشان مس وجودی‌شان به طلای ناب تبدیل می‌شود و از تعلقات مادی و وسوسه نفس رهایی می‌یابند و تا به این مرتبه نرسند اجازه راهنمائی کسی را ندارند.[۱۱۳]
    - این ادعا برای همه اعضای این سلسله صادق نیست؛ زیرا برخی از قطب‌ها یا پیروان این فرقه، مشکلات اخلاقی، سیاسی یا اجتماعی داشته‌اند و گرفتار وسوسه‌های شیطان شده‌اند.[۱۱۵] برخی از قطب‌های ذهبیه به سمت جمعیت منحرف فراماسونری گرایش داشته‌اند.[۱۱۶] مورد دیگری که به نظر می‌رسد بیشتر با واقعیت منطبق باشد این است که وقتی سید عبدالله بُرزِش آبادی[۴] با سرپیچی از دستور استاد خود -خواجه اسحاق خُتَّلانی[۲۲]- از بیعت با سید محمد نوربخش خراسانی خودداری کرد و رفت، خُتَّلانی گفت: «ذَهَب عبدالله» (دو معنی دارد: «عبدالله رفت» و «عبدالله طلا شد») و به همین دلیل این فرقه تشکیل شد و «ذهبیه» نام گرفت.[۱۱۷] اما اینکه گاهی اوقات این فرقه به نام «ذهبیه اغتشاشیه» معرفی می‌شود این است که صوفیان ناآرامی‌های فرقه‌ای بدون اجازه قطب فعلی را «اغتشاش» می‌نامند و اگر این اغتشاش منجر به تشکیل فرقه مستقل دیگری شود، به عنوان فرقه‌ای بی‌اساس و غیرقابل اعتماد آن را با پسوند «اغتشاشیه» معرفی می‌کنند.[۱۱۸]

### نظر سید علی قاضی
سید علی قاضی می‌گوید «تمام اهل طریقت یا اغلب آن‌ها حسب خود را به حضرت رضا (علیه السلام) منتهی می‌سازند و حرفشان بر این است… که در دولت هاشمیه که تقیه کم شد و اول تنفس شیعه بود آن بزرگوار طریقت را که باطن شریعت است راهنما شد و علناً به مسلمین رسانید که راه همین است، و ظاهر آن است و آن مخصوص وجود امیرالمؤمنین و اولاد کرام او بود و فلان و فلان خبر نداشتند و نامحرم بودند… و گویند حضرت رضا خرقه را به معروف کرخی داد».

## مسیر رشد ذهبیه
اسدالله خاوری تاریخ یازده و نیم قرنی سلسله ذهبیه را -از زمان مرگ معروف کرخی (قطب اول ذهبیه) در سال ۲۰۰ قمری (۸۱۵ میلادی) تا درگذشت جلال‌الدین محمد مجدالاشراف شیرازی (قطب سی و ششم ذهبیه) در ۱۳۳۱ قمری (۱۹۱۳ میلادی)- به پنج دوره تقسیم کرده‌است:
1. دوران زهد و عبادت: این دوره با مرگ معروف کرخی (قطب اول ذهبیه) آغاز شده و تا پایان قرن پنجم قمری و درگذشت ابوبکر نساج طوسی[۴۶] (قطب هشتم ذهبیه) در سال ۴۸۷ قمری (۱۰۹۴ میلادی) ادامه دارد. در این دوره قطب‌های ذهبیه جز جملات پراکنده و کلمات قصار اثر مکتوب دیگری ندارند.
2. دوره اعتلای تصوف یا دوره علمیت و تألیف: این دوره از اوایل قرن ششم قمری با حضور احمد غزالی (قطب نهم ذهبیه، درگذشتهٔ ۵۲۵ قمری) آغاز و تا پایان قرن نهم قمری و مرگ خواجه اسحاق خُتَّلانی[۲۲] (قطب بیستم ذهبیه، درگذشتهٔ ۸۲۷ یا ۸۲۸ قمری) ادامه دارد. کمتر از یک قرن از این دوره نگذشته بود که حمله مغول به ایران شروع شد و شکست علاءالدین محمد خوارزمشاه از هولاکو خان مؤید انقراض دولت خوارزمشاهی شد (۶۲۸ قمری، ۱۲۳۱ میلادی). از این زمان به بعد مشایخ و سالکان بزرگ و شاگردان بسیاری پدید آمدند که هر یک علاوه بر به جا گذاشتن آثار ماندگار از خود، منشأ خدمات ادبی شایان توجهی در زبان فارسی نیز شدند.
3. دوره رکود تصوف: این دوره از نیمه دوم قرن نهم قمری و زمان سید عبدالله بُرزِش‌آبادی[۴] (بیست و یکمین قطب ذهبیه، درگذشتهٔ ۸۹۰ تا ۸۹۳ قمری، ۱۴۸۵ تا ۱۴۸۸ میلادی) آغاز می‌شود و تا اواخر قرن دوازدهم قمری و مرگ سید قطب‌الدین محمد نیریزی (قطب سی و دوم ذهبیه) در سال ۱۱۷۳ قمری (۱۷۶۰ میلادی) ادامه می‌یابد. از آغاز قرن نهم قمری، سیر اصول اولیه تصوف که سیر در عالم توحید بود، رو به ضعف نهاد و توسل به خاندان علی جایگزین آن شد. این تغییر زمینه را برای سوء استفاده‌گران باز کرد تا ساده‌لوحان را دور خود جمع کنند و جادو را به عنوان یک معجزه معرفی کنند. سرانجام مبانی تعالیم عالی خانقاهی به نمایشی با عناوین دراویش، شیوخ و بازی-رابطه‌های مریدی تبدیل شد. در این زمان بود که قطب‌ها و بزرگانی چون سید قطب‌الدین محمد نیریزی، محمد علی مؤذن خراسانی (قطب بیست و نهم ذهبیه) و نجیب‌الدین رضا تبریزی[۶۰] (قطب سی‌ام ذهبیه) ظهور کردند که هر کدام آثار و نوشته‌هایی دارند.
4. دوره اعتلای ولایت: این دوره از اواخر قرن دوازدهم قمری و آغاز ارشاد محمد هاشم درویش ذهبی شیرازی[۶۱] (قطب سی و سوم ذهبیه) در سال ۱۱۷۳ قمری (۱۷۶۰ میلادی) آغاز و در اوایل قرن چهاردهم قمری با درگذشت جلال‌الدین محمد مجدالاشراف شیرازی[۶۳] (قطب سی و ششم ذهبیه) در سال ۱۳۳۱ قمری (۱۹۱۳ میلادی) به پایان می‌رسد. در این دوره، تصوف و معارف خانقاهی آن از سیر در عالم توحید، به غواصی در دریای ولایت ائمه گرایید و تشیع از آداب ظاهری به حقیقت ولایت و از ظاهر به باطن روی نهاد. از این دوره آثار فراوانی از محمد هاشم درویش ذهبی شیرازی، جلال‌الدین محمد مجدالاشراف شیرازی و سید ابوالقاسم راز شیرازی (میرزا بابا) (قطب سی و پنجم ذهبیه)[۶۲] به جا مانده‌است.
5. دوره تجدد تصوف: از اوایل قرن چهاردهم قمری تا امروز که آغاز دهه پایانی این سده است، بیش از نیم قرن است که آثار تجدد، مانند سایر شئون حیاتی، در مظاهر تصوف تأثیرگذار بوده‌است.

## ولایت قمریه
در سلسله ذهبیه ولایت به دو قسمت تقسیم شده‌است:
1. ولایت کلیه شمسیه
2. ولایت جزئیه قمریه

بر اساس باورهای سلسله ذهبیه، «ولایت کلیه شمسیه» متعلق به پیامبر اسلام و دوازده اولاد اوست و «ولایت جزئیه قمریه» متعلق به بزرگان صوفیه و قطب‌ها است. اسدالله خاوری می‌نویسد: «از آن رو که تمامی موجودات عالم برای رسیدن به کمال ناچارند از طریق انسان کامـل به مدارج کمال و انسانیت برسند و الآن که حضرت حجت در حجاب و پشت پرده غیبت است، شخصی که ولایت جزئیه قمریه داشته و به فیض رابطه معنوی و ارتباط قلبی با امام نائل شده و از وجود حضرت ولی عصر کسب نور کرده، همیشه در بین موجودات عالم حاضر است و همانند قمر (ماه) که نور آفتاب را منعکس می‌سازد، آینه قلب را صفا و جهان را نورانی می‌کند و از این جهت، گفته شده که مربی عالم قمر است و کسب نور از شمس دارد». همچنین در جای دیگر ذکر می‌کند: «اینان معتقدند که سند ولایت جزئیه قمریه این سلسله، توسط معروف کرخی به امام رضا علیه‌السلام می‌رسد و سند ولایت کلیه شمسیه از طریق امام رضا علیه‌السلام و اجداد بزرگوارش به حضرت رسول منتهی می‌گردد».

## غُلُوّ و باطِنی‌گَری
برخی معتقدند سلسله ذهبیه قائل به غُلُوّ (نسبت دادن ویژگی‌های الهی به شخصیت‌های تاریخ اسلام) هستند. علاوه بر این معتقد به باطِنی‌گری بوده و می‌گویند باطن قرآن از ظاهر آن به راحتی قابل درک است. در سلسله ذهبیه ظاهر را بدون هیچ قرینه‌ای تفسیر به رأی می‌کنند. اینان بر این باورند که قلب عارف خانه اصلی خداست و مسجدالحرام خانه ظاهر است.

## مراسم خانقاهی
سلسله ذهبیه مانند دیگر فرقه‌های صوفیه با مراسم خانقاهی عجین است. از نمادهای این مراسم، خرقه دادن قطب‌ها است که خرقه از قطب فعلی به قطب بعدی منتقل می‌شود. یکی دیگر از سنت‌های ذهبیه سماع است. همچنین فرهنگ استاد و شاگردی و مُرید و مُرادی در میان پیروان سلسله ذهبیه بسیار رایج است.

## جغرافیا
سلسله ذهبیه ابتدا در خراسان و منطقه ختل که مرکز قطب‌ها و بزرگان سلسله کبرویه به ویژه میر سید علی همدانی و خواجه اسحاق خُتَّلانی بود، به وجود آمد. این منطقه از قرن نهم تا یازدهم قمری مرکز قطب‌های ذهبیه بوده‌است. پس از چند سال مرکزیت سلسله ذهبیه به شیراز منتقل شد و در زمان نجیب‌الدین رضا تبریزی (قطب سی‌ام ذهبیه) مرکزیت آن‌ به اصفهان انتقال یافت. با وفات نجیب الدین رضا 1108ق. و قطبیت علی‌نقی اصطهباناتی (قطب سی‌ و یکم ذهبیه)، به دلیل فزونی ناملایمتی‌ها و فشار فُقَها در اواخر سلطنت شاه سلطان حسین، مرکزیت این سلسله به شیراز انتقال یافت. علی‌نقی اصطهباناتی با تربیت سید قطب الدین محمد نیریزی (قطب سی‌ و دوم ذهبیه) به عنوان یکی از مؤثرترین و مهم ترین اقطاب سلسلۀ ذهبیه، ادامۀ این سلسله را در فارس تثبیت و تداوم بخشید. این سلسله در خارج از ایران نیز پیروانی دارد و فعالیت آنها تا به امروز ادامه داشته‌است.

## نقدها
انتقادات زیادی به این فرقه و اعتقادات آن وارد شده‌است از جمله:
- شکل‌گیری سلسله ذهبیه به خاطر نافرمانی سید عبدالله بُرزِش‌آبادی[۴] از دستور استادش خواجه اسحاق خُتَّلانی[۲۲] مبنی بر بیعت با سید محمد نوربخش خراسانی صورت گرفت و این اولین کودتا در این فرقه بوده‌است.[۸۰]
- پیروان این فرقه، سلسله اقطاب خود را از طریق معروف کرخی به رضا (امام هشتم شیعیان) وصل می‌کنند و خود را به چهارده معصوم نسبت می‌دهند، در حالی که شواهدی مبنی بر عدم ارتباط رضا و کرخی وجود دارد.[۸۱][۴۲]
- پیروان این فرقه مدعی هستند که همه قطب‌های این سلسله، شیعه بوده‌اند، در حالی که سنی بودن برخی از آنها ثابت شده‌است.[۸۲][۴۲]
- بحث تقسیم ولایت به «ولایت کلیه شمسیه» و «ولایت جزئیه قمریه» و جانشینی و انتقال آن، پر از ایراد و نامربوط است.[۱۳۹]
- با طرح نادرست تقسیم ولایت به ولایت کلیه شمسیه و ولایت جزئیه قمریه، قطب‌های خود را از ولایت قمریه می‌دانند، اما دلیلی از آیات قرآن و روایات و احادیث برای آن ندارند.[۸۲]
- داشتن ولایت دینی یا ولایت قمری با انحرافات فکری و اخلاقی برخی از این قطب‌ها سازگاری ندارد.[۸۱]
- آنان با تقسیم ولایت به ولایت کلیه شمسیه و ولایت جزئیه قمریه، قطب‌ها و بزرگان خود را اَبَر انسان و در مقامی بالاتر از همه انسان‌ها می‌دانند.[۱۴۰]
- اینان ولایت را تعمیم به عام داده‌اند که در مکتب شیعه چنین چیزی غیرممکن است. این در حالی است که سلسله ذهبیه ادعای خالص و شیعه بودن دارد.[۱۴۰]
- احادیث و روایاتی که برای اثبات سندیت خود ذکر می‌کنند بسیار ضعیف و غالباً نامعتبر است.[۱۴۱]
- در انتساب قطب‌های این سلسله، بریدگی‌های متعددی وجود دارد و طی چندین سال در دوره‌های تاریخی مختلف فاقد قطب بوده‌است، در حالی که به گفته آنها وجود قطب در هر زمانی واجب است.[۱۴۲][۱۴۳][۱۴۴][۱۳۹][۴۲]
- این سلسله یک فرقه اغتشاشیه بوده و تاریخچه آن بسیار مبهم و غیرقابل اعتماد است.[۴۲]
- طبق روایات اسلامی، تصوف مورد تأیید علی‌بن موسی‌الرضا نبود، پس ذهبیه که نوعی تصوف است چگونه با رضا ارتباط برقرار می‌کند؟[۱۴۵][۷۲]
- با بررسی ادعاهای این فرقه معلوم می‌شود که خرافات زیادی وارد قضیه شده‌است.[۷۲]
- برخی معتقدند که اینان به عبادات اسلامی اهمیتی نمی‌دهند و سلیقه‌هایی را در دین وارد کرده‌اند.[۱۴۶][۱۴۷]

## نگارخانه
|  |  |  |  |  |